# Mostowice

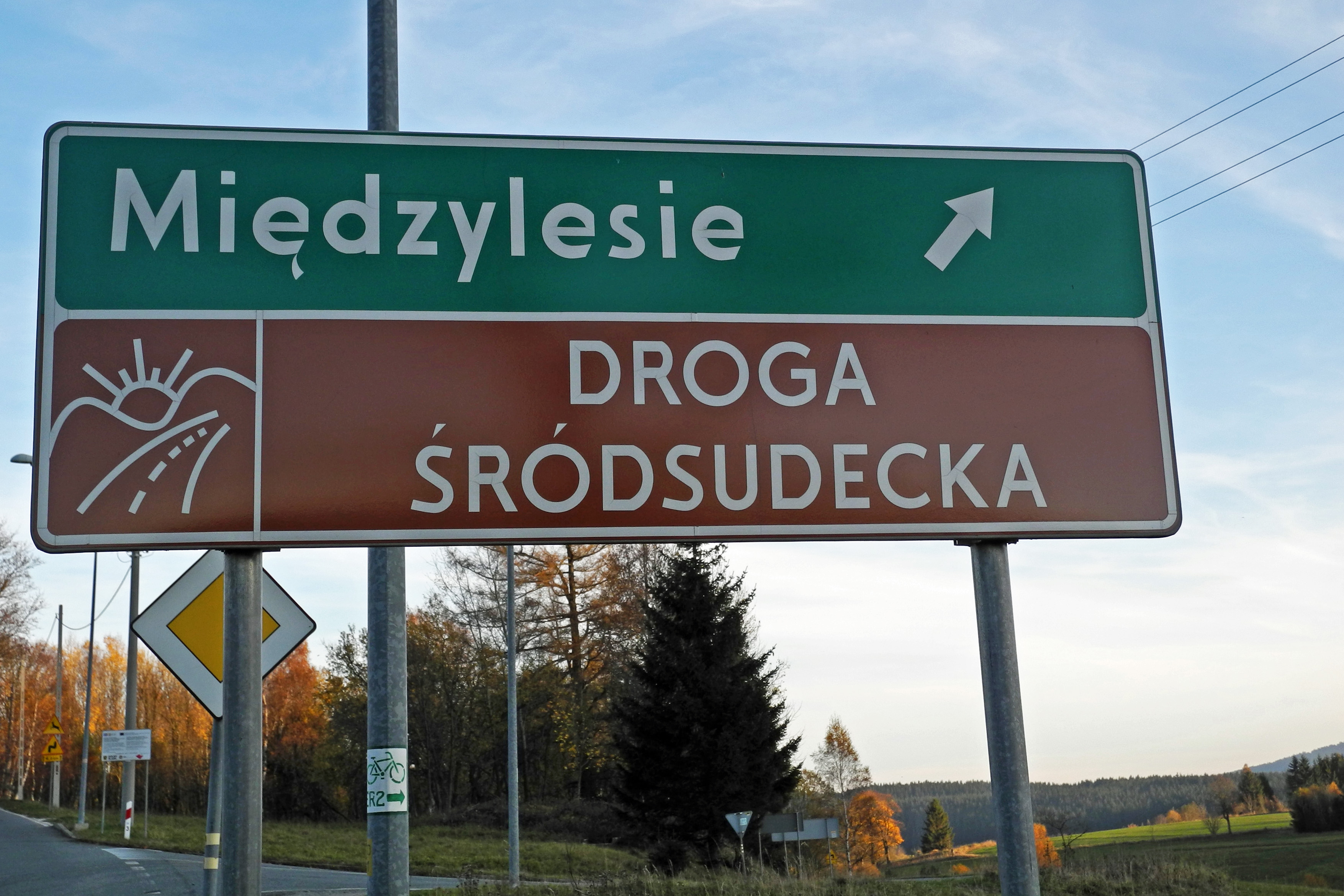
Hinweisschild auf die Sudetenstraße in Mostowice

Mostowice [mɔstɔˈvit͡sɛ] (deutsch: Langenbrück) ist ein Ort in der Stadt- und Landgemeinde Bystrzyca Kłodzka der Woiwodschaft Niederschlesien in Polen. Es liegt dreizehn Kilometer westlich von Bystrzyca Kłodzka (Habelschwerdt).

## Geographie
Mostowice liegt zwischen dem Habelschwerdter Gebirge und dem Hauptkamm des Adlergebirges. Durch den Ort fließt die Erlitz, die die Grenze zu Tschechien bildet. Nachbarorte sind Młoty (Hammer) im Nordosten, Spalona (Brand) im Osten, Rudawa (Stuhlseiffen) im Südosten sowie Piaskowice (Friedrichsgrund) und Lasówka (Kaiserswalde) im Nordwesten. Jenseits der Grenze liegen die Ortschaften Černá Voda (Schwarzwasser) und Orlické Záhoří im Süden sowie Kunštát (Kronstadt) und Jadrná (Kerndorf) im Westen. Durch den Ort führt die Wojewodschaftsstraße 389 von Międzylesie (Mittelwalde) nach Duszniki-Zdrój (Bad Reinerz). Zwischen Mostowice und Orlické Záhoří befindet sich ein Grenzübergang.

## Geschichte
Langenbrück wurde 1596 auf landesherrlichem Forstgrund angelegt und gehörte zur Grafschaft Glatz. Es bestand zunächst aus zwölf Häusern und war im Besitz der Böhmischen Kammer. Diese verkaufte 1684 Langenbrück zusammen mit anderen Kammerdörfern im Distrikt Habelschwerdt dem Glatzer Landeshauptmann Michael Wenzel von Althann, der aus den neu erworbenen Dörfern die Herrschaft Schnallenstein bildete. Deren Hauptort war Rosenthal, so dass sie auch als „Herrschaft Rosenthal“ bezeichnet wurde. Um die Mitte des 18. Jahrhunderts veranlasste die damalige Besitzerin der Herrschaft Schnallenstein, Aloysia Reichsgräfin von Althann, den Bau weiterer Häuser. Sie lagen am unteren Ende von Langenbrück und wurden als „Kolonie Aloysienthal“ bezeichnet. Später bürgerte sich die Bezeichnung Niederlangenbrück ein, das mit (Ober)Langenbrück eine Dorfgemeinde bildete und ebenfalls zur Herrschaft Schnallenstein untertänig war.
Nach dem Ersten Schlesischen Krieg 1742 und endgültig mit dem Hubertusburger Frieden 1763 fiel Langenbrück zusammen mit der Grafschaft Glatz an Preußen. Nach der Neugliederung Preußens gehörte es ab 1815 zur Provinz Schlesien und war zunächst dem Landkreis Glatz und ab 1818 dem neu geschaffenen Landkreis Habelschwerdt eingegliedert, mit dem es bis 1945 verbunden blieb. Für Anfang des 19. Jahrhunderts sind nachgewiesen: eine Pfarrkirche, ein Pfarrhaus, ein Schulgebäude, eine Mehl- und eine Brettmühle, 15 Stückleute, 37 Kolonisten und neun Häusler. Unter den damals 440 Einwohnern waren zwei Schmiede. Im 19. Jahrhundert entwickelte sich Langenbrück zu einem beliebten Sommerfrische- und Wintersportort. 1874 wurde der Amtsbezirk Langenbrück gebildet, zu dem die Landgemeinden Friedrichsgrund, Kaiserswalde, Langenbrück und Stuhlseiffen sowie der Gutsbezirk Kaiserswalde gehörten. 1939 wurden 507 Einwohner gezählt.
Als Folge des Zweiten Weltkriegs fiel Langenbrück 1945 mit dem größten Teil Schlesiens an Polen und wurde in Mostowice umbenannt. Die deutsche Bevölkerung wurde vertrieben. Die neu angesiedelten Bewohner waren teilweise Zwangsumgesiedelte aus Ostpolen, das an die Sowjetunion gefallen war. Wegen der abgelegenen Lage verließen in den nächsten Jahrzehnten viele Bewohner Mostowice wieder, so dass es jetzt weitgehend entvölkert ist. 1975–1998 gehörte Mostowice zur Woiwodschaft Wałbrzych (Waldenburg).

### Kirchliche Zugehörigkeit
Langenbrück war zunächst zu der in Böhmen gelegenen Filialkirche in Kronstadt gewidmet, das seinerseits bis 1700 eine Filiale der Pfarrei in Himmlisch Rybnai war und danach selbständige Pfarrei wurde. Jedoch verfügte Langenbrück über einen eigenen Begräbnisplatz. Nach der Wiederinbesitznahme der Grafschaft Glatz durch die Kaiserlichen 1623 kehrten die damals lutherischen Bewohner zum katholischen Glauben zurück. Ab diesem Zeitpunkt bis 1780 wurden die Toten auf dem Kronstädter Friedhof bestattet. Nachdem die Grafschaft Glatz 1763 an Preußen gefallen war, wurden 1780 auf Weisung des preußischen Königs Friedrich II. auch die Pfarreigrenzen den politischen Grenzen angepasst. Zusammen mit den Glatzer Ortschaften Friedrichsgrund, Kaiserswalde und Königswalde wurde Langenbrück von der Pfarrkirche Kronstadt getrennt und 1781–1782 für diese Dörfer eine Pfarrkirche in Langenbrück errichtet. Die Finanzierung erfolgte aus Beiträgen der vier Dominien sowie einer Landeskollekte. Die Einweihung durch den Glatzer Großdechanten Carl Winter, der als Pfarrer in Mittelwalde amtierte, erfolgte am 15. Dezember 1782. Erster Pfarrer der neu errichteten Pfarrei Langenbruck wurde Joseph Beschorner aus Mittelwalde. Die Regulierung der Pfarreigrenzen hatte auch einen Wechsel der Diözesanzugehörigkeit zur Folge: Während die vier Dörfer durch ihre Zugehörigkeit zu Kronstadt ab 1664 bis 1780 zum Bistum Königgrätz gehörten, kamen sie mit der Errichtung der Pfarrei Langenbrück zum Glatzer Dekanat und damit zum Erzbistum Prag zurück. Heute gehört Mostowice zur Pfarrei St. Franziskus und Leonhardus in Duszniki-Zdrój (Bad Reinerz) und gehört somit zum 2004 neu gegründeten Bistum Świdnica (Schweidnitz).

## Sehenswürdigkeiten
- Die Pfarrkirche Mariä Geburt von 1782 wurde 1790 um den Glockenturm erweitert. Sie soll mit Verfügung der preußischen Behörden Ornate, Kelche, Bücher u. a. aus der St.-Martins-Kapelle auf dem Glatzer Schloss erhalten haben, die beim Festungsbau abgerissen worden war.
- Barocke Statue des böhmischen Landesheiligen Johannes Nepomuk vor der Kirche.